# Polsat Play
Polsat Play – kanał tematyczny Telewizji Polsat, skierowany głównie do mężczyzn.

## Historia
Polsat Play ruszył z emisją testową 1 maja 2007 początkowo pod nazwą Playboy Polska i był niedostępny dla widzów. Następnie, dnia 6 września 2007, przemianowano go na Play TV, a jego testy można było oglądać na platformie Cyfrowy Polsat. Oficjalny start programu odbył się 6 października 2008, ostatecznie pod nazwą Polsat Play (kanał ruszył wraz ze startem Polsat Café). Stacja pokazuje m.in. serie dokumentalne, poradnikowe, motoryzacyjne, lifestyle'owe oraz sitcomy. Na antenie można zobaczyć zarówno polskie produkcje, jak i zagraniczne. Kanał jest kodowany, dostępny na platformie Cyfrowy Polsat na kanale 9 i 81 i w wybranych sieciach kablowych. Od 1 września 2010 był także dostępny na platformie CYFRA+ na kanale 106. Konkurencyjnymi kanałami są TVN Turbo, BBC Brit, DTX i CBS Reality. 1 października 2015 roku (5 dni przed 7 rocznicą startu kanału) rozpoczęto nadawanie kanału w jakości HD. Od 28 października 2016 roku stacja jest dostępna w przekazie satelitarnym tylko w jakości HDTV.
6 kwietnia 2020 Polsat Play zmienił swój logotyp i oprawę graficzną wraz z sąsiednimi kanałami Polsatu.

## Emisja
Od 9 marca 2009 Polsat Play nadaje swój program przez całą dobę. Wieczorem i w nocy emitowane były programy erotyczne.

## Logo
Polsat Play HD wystartował 1 października 2015 wraz z trzema innymi kanałami (Polsat 2 HD, Polsat Cafe HD, TV4 HD). Polsat Play HD był odtworzeniem Polsat Play w czasie rzeczywistym, lecz od 28 października 2016 na satelicie Polsat nie nadaje wersji SD kanału.
| Data wprowadzenia   | Opis | Ilustracja |
| ------------------- | --- | ---------- |
| 1 maja 2007         | Po lewej stronie jest kwadrat z królikiem, a po prawej stronie napis „PLAYBOY TV”. |            |
| 6 września 2007     | Górna część logo jest w kolorze różowym, a dolna część niebieska z białym napisem „PLAY TV”. |            |
| 6 października 2008 | Logo jest podobne do logo Telewizji Polsat, górna część logo jest w kolorze granatowym, na środku jest symbol „►”, a na górze napis „PLAY”. Na ekranie logo kolorowe. W wersji HD po prawej stronie logo znajduje się bordowy kwadrat z napisem „HD”. Na ekranie logo półprzeźroczyste. Znaczek „HD” został zapożyczony z innych logotypów Telewizji Polsat.                                                    |            |
| 6 kwietnia 2020     | Logo podobne do poprzedniego, z tym, że górna część logo jest w kolorze niebieskim (jaśniejszym niż poprzednio), na środku jest duży napis „PLAY", w literze „P” widnieje symbol „►”. Na ekranie logo półprzeźroczyste. W wersji HD po prawej stronie logo znajduje się czerwony kwadrat z napisem „HD”. Na ekranie logo półprzeźroczyste. Znaczek „HD” został zapożyczony z innych logotypów Telewizji Polsat. |            |
| 30 sierpnia 2021    | Dwukolorowe (1 niebieski i 4 szare w wersji gradientowej) paski tworzące kulę, pod nią niebieski napis „polsat play”. To samo logo jest w wersji HD. |            |

Na czas żałoby narodowej zmienia na kolor czarny.

## Twarze Polsat Play
- Przemysław Saleta,
- Włodzimierz Zientarski,
- Iwona Rajzner,
- Jacek Kaczyński,
- Michał Gulewicz,
- Maria Góralczyk.

## Programy

### Emitowane obecnie
- 997 – Fajbusiewicz na tropie – magazyn kryminalny poświęcony najbardziej niebezpiecznych przestępców w Polsce, rekonstrukcje brutalnych i okrutnych morderstw. Program jest kontynuacją emitowanego w latach 1986-2010 Magazynu Kryminalnego 997 w TVP.
- Autościema – pogromcy mitów.
- Budowlańcy.
- Drwale i inne opowieści Bieszczadu.
- Chłopaki do wzięcia – program poświęcony młodym mężczyznom, którzy szukają partnerek na całe życie.
- Emil pogromca mandatów.
- Gliniarze – magazyn kryminalny poświęcony oddziałom prewencyjnymi policji.
- Górale.
- Granice odwagi – straż graniczna – serial o pracy straży granicznej w Polsce.
- Kloszard story.
- Kołowrotek.
- Kolekcjonerzy – cykl reportaży o polskich kolekcjonerach.
- Magicy z ulicy – program poświęcony iluzji dziejącej się w codziennych sytuacjach z udziałem trzech iluzjonistów: Filipa Piestrzeniewicza, Jerzego Jakuba Buczyńskiego i Macieja Pędy.
- Nastoletni tatuśkowie – łatwo nie jest.
- Nowoczesna armia – program ukazuje jak wygląda współczesna polska armia.
- Łowca pedofilów – serial dokumentalny o detektywie.
- Polacy w Świecie – serial dokumentalny o Polakach mieszkających za granicą.
- Polacy za granicą.
- Polska w monitoringu – program pokazujący Polskę widzianą okiem kamer monitoringu.
- Poławiacze – serial ukazujący codzienną pracę rybaków na kutrach.
- Policjanci.
- Poszukiwacze historii – program dokumentalny.
- Selekcja.
- Skarby III Rzeszy – serial dokumentalny o zaginionych skarbach III Rzeszy.
- Stołeczna drogówka – serial dokumentalny ukazujący pracę funkcjonariuszy warszawskiej drogówki.
- Taaaka Ryba – goście programu – artyści, dziennikarze i politycy – opowiadają o swojej pasji, którą jest wędkarstwo.
- Tajna historia XX wieku.
- Wakacje z Bałtykiem.
- Więzienie.
- W obliczu śmierci – GOPR – program poświęcony pracy ratowników GOPR-u.

### Emitowane dawniej
- 1000 rzeczy, które mężczyzna powinien zrobić w życiu – program rozrywkowy.
- 1000 rzeczy, które irytują Twoją kobietę.
- 120 mil na godzinę – Marysia Góralczyk przedstawia najnowsze auta oraz legendy światowej motoryzacji.
- Autonomia – magazyn motoryzacyjny, prowadzi Artur Szajewski.
- Bar pod złamanym skrzydłem – kontrowersyjne komentarze, ciekawe obserwacje, śmiesznostki codziennego życia.
- Best of.
- Czas wojowników – program pokazuje młodych ludzi uprawiający sporty walki w trudnej sytuacji życiowej.
- Fanatyk – magazyn zapalonego kibica.
- Gadżety Salety – Przemysław Saleta testuje najnowsze samochody, motorówki, sprzęt elektroniczny i telefony.
- Granice kariery.
- Hard Rock Weekend – Jacek Kaczyński wraz z gwiazdami świata muzycznego i dziennikarskiego, zaprezentują przegląd prasy.
- Historia Formuły 1 – serial dokumentalny przybliżający rywalizację zespołów i kierowców w sezonach 1970–1980.
- Imperium Disco Polo – program poświęcony gwiazdom muzyki disco polo.
- Kamasutra.
- Kulinarne safari – podróżniczy program kulinarny prowadzony przez Daniela Oware.
- Kultowe samochody – Włodzimierz Zientarski prezentuje kultowe samochody i ich niepowtarzalną historię.
- Męski interes.
- Monoślad – Aleksander Ostrowski doradza jak wybrać odpowiedni dla siebie motocykl i jak być dobrym kierowcą.
- Pięściarze.
- polsatplay.pl.
- Polskiej Legii Cudzoziemskiej.
- Przytul mnie Mocniej – trzy atrakcyjne kobiety zapraszają na swoją czerwoną kanapę, znane osoby i rozmawiają na pikantne tematy.
- Przystanek Laska.
- Random.
- Samo się nie zrobi.
- Schengen Zoo – Zwierzęta bez granic.
- Skazany za... – serial dokumentalny ukazujący historie przestępców oraz ich więzienne życie.
- Syndykat zbrodni.
- Szrot – magazyn motoryzacyjny poświęcony najciekawszym wydarzeniom związanych z motoryzacją. Prowadzą Włodzimierz Zientarski i Michał Figurski.
- Tajemnice polskiej mafii – serial dokumentalny, który przedstawia polskie struktury mafijne.
- Tam, gdzie nie wolno zaglądać.
- Terminator – Iwona Rejzner odwiedza najważniejsze bankiety i imprezy zamknięte.
- Wizja Lokalna.
- Wysportowami.
- Zjedz Alaskę.
- Zjedz Kambodżę.